# ولیعهد (۲۰۰۶)
ولیعهد (انگلیسی: The Crown Prince) یک فیلم تلویزیونی اتریشی-آلمانی-فرانسوی-ایتالیایی (تله‌فیلم) محصول سال ۲۰۰۶ است که به ده سال آخر زندگی ولیعهد اتریش رودلف، ولیعهد اتریش–مجارستان می‌پردازد.